# Al Fayyum
Al Fayyum ili El Faiyûm (arapski:الفيوم ) je glavni grad Al Fayyumskog guvernorata u sjevernom Egiptu gdje su se pokapali umrli, još poznatije po tom što su na sarkofazima umrlih bile crtane slike posebnom tehnikom zvanom enkaustika.
Nalazi se jugozapadno od Kaira, na mjestu starovjekovnog grada Krokodilopolisa.
Broj stanovnika: 166.910.